# カンボジア王国友好勲章
カンボジア王国友好勲章（カンボジアおうこくゆうこうくんしょう、クメール語: រឿងឥស្សរិយយសលំដាប់សហមេត្រី、英語: Royal Order of Sahametrei）は、カンボジア国王の勅令により、カンボジア政府から与えられる栄典である。サハメトレイ勲章とも呼ばれる。1948年9月9日に3階級が創設され、1956年8月23日に5階級に拡大された。
この友好勲章は、友情の印として、カンボジアの国王と国民のために、対外関係や外交的任務の分野で傑出した貢献を果たした外国人に下賜される。

## 歴史

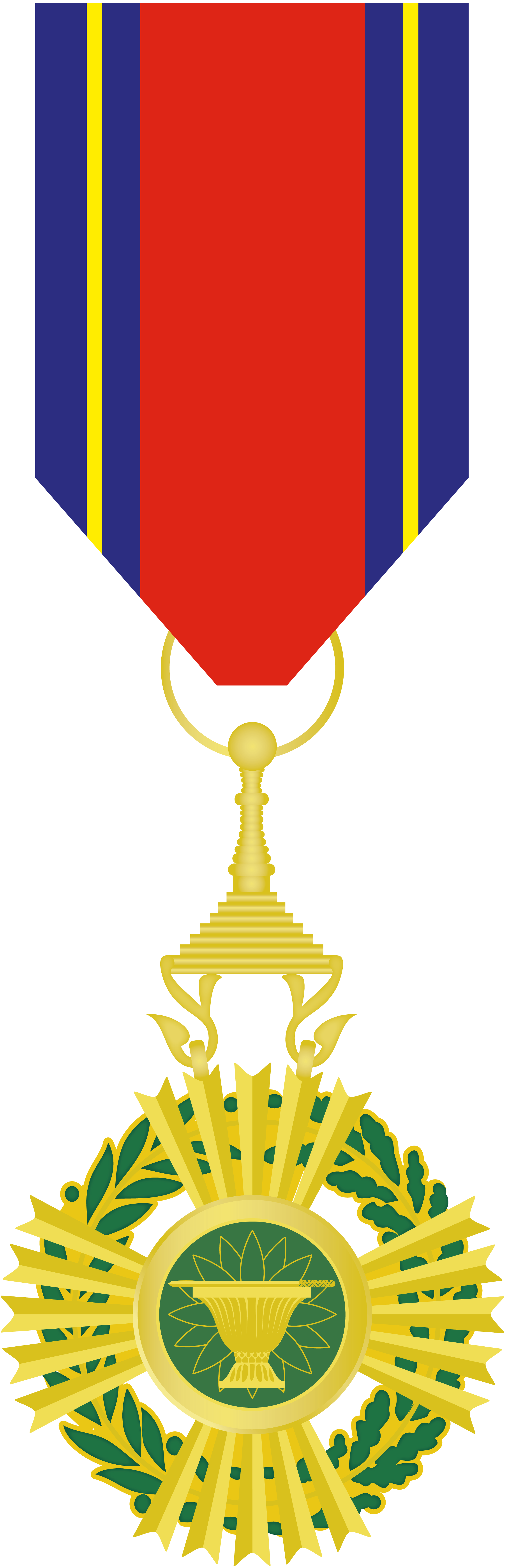
カンボジア王国シュヴァリエ友好勲章のメダル

カンボジア王国友好勲章は、1948年9月9日、ノロドム・シハヌーク国王により創設された。当初は3階級であったが、1956年8月23日に5階級にまで拡大された。1975年にクメール・ルージュ時代の民主カンプチア政権下で中止されたが、1995年10月5日に国王のノロドム・シハヌークが勅令第1095･01号にて再施行した。

## 階級
日本語ではさまざまな階級表記がされている。
1. マハ・シルヴッダ (មហាសេរីវឌ្ឍន៍)、グランクロワ、大十字章、十字章
2. マハセナ (មហាសេនា) 、グラントフィシエ、大将校章、大勲位
3. テポドン (ធិបឌិន្ទ) 、コマンドール、司令官章
4. セナ (សេនា)、オフィシエ、将校章
5. アスカラディダ(អស្សឫទ្ធិ) 、シュヴァリエ、騎士章

グランクロワ（大十字章）とグラントフィシエ（大将校章、大勲位）は、右肩に掛ける肩帯として授与される。コマンドール（司令官章）は、ネック･オーダーであり、首の周りに着装したネクタイから吊り下げる。オフィシエとシュヴァリエのバッジは、左胸に着装する。

## 受章者
| 受章年 | 階級                             | 氏名                             |
| ------ | -------------------------------- | -------------------------------- |
| 1956   | シュヴァリエ & コマンドール      | アブドウル・アジズ               |
| 1973   | シュヴァリエ                     | ジョセフ・A・ハズブン            |
| 1974   | オフィシエ                       | ルイ・メイソン                   |
| 1982   | コマンドール                     | コリン・プラット                 |
| 1998   | シュヴァリエ                     | ジュゼッペ・ディ・ベラ           |
| 1998   | オフィシエ                       | クリストフ・ペスチョウ           |
| 1998   | オフィシエ                       | ラット・ヒューゴ                 |
| 1998   | オフィシエ                       | クリストフ・ホーヴァト           |
| 1999   | コマンドール                     | ピーター・シアー                 |
| 1999   | 河野雅治                         |                                  |
| 1999   | ラカン・メフロトラ               |                                  |
| 2000   | コマンドール                     | グレン・デニン                   |
| 2000   | グラントフィシエグランド・クロス | ベノア・ドウシャトー‐アー        |
| 2001   | シュヴァリエ                     | 源馬謙太郎                       |
| 2001   | グランクロワ                     | タクシン・シナワット             |
| 2002   | グラントフィシエ                 | スラキアット・サティアンタイ     |
| 2002   | シュヴァリエ                     | コリン・プール                   |
| 2002   | シュヴァリエ                     | ジェームズ・マッカベ             |
| 2003   | コマンドール                     | 半田晴久                         |
| 2003   | ゲーリー・ジャックス             |                                  |
| 2003   | オフィシエ                       | ピエール・タミ                   |
| 2004   | オフィシエ                       | マーマル・ファーカウン           |
| 2005   | コマンドール                     | 源馬謙太郎                       |
| 2006   |                                  | モンコンブ・スワミナサン         |
| 2006   | ロナルド・カントレル             |                                  |
| 2006   | リサ・フィリペット               |                                  |
| 2006   | ブレア・エクセル                 |                                  |
| 2006   | フルール・ダヴィ                 |                                  |
| 2006   | ライアン・ディクソン             |                                  |
| 2006   | ピーター・コア                   |                                  |
| 2006   | シュウ・フカイ                   |                                  |
| 2006   | ジョン・スカーリット             |                                  |
| 2006   | ジュン・チャエ・ケン             |                                  |
| 2006   | ジャ・オック・グー               |                                  |
| 2007   | コマンドール                     | オン・ケン・ヨン                 |
| 2008   |                                  | チンコラル・ツァンシン           |
| 2008   | コマンドール                     | ピーター・リーヒー               |
| 2008   | コマンドール                     | アンドリュー・マランガ           |
| 2009   | コマンドール                     | 米田一弘                         |
| 2009   | シュヴァリエ                     | ダーク・ヴァン・エイケン         |
| 2010   | オフィシエ                       | ジェニー・ダルトリー             |
| 2010   | コマンドール                     | ヘイノ・ギュルマン               |
| 2010   | コマンドール                     | フェルナンド・デスマイタ         |
| 2010   | オフィシエ                       | ロデウィジュク・ファン・シェル   |
| 2010   | スティーブン・ハイド             |                                  |
| 2010   | フレディー・ウェンズ             |                                  |
| 2010   | ジャックス・デジュール           |                                  |
| 2011   | コマンドール                     | マイケル・キルバーン             |
| 2011   | グランクロワ                     | シ・ダユアン                     |
| 2011   | グラントフィシエ                 | リン・フア                       |
| 2011   | シュヴァリエ                     | ル・ワン                         |
| 2012   | コマンドール                     | 上田敬博                         |
| 2013   | グランクロワ                     | スティーブ・ペンフォルド         |
| 2013   | コマンドール                     | ウシャ・ミシュラ                 |
| 2013   | コマンドール                     | ミーガン・アンダーソン           |
| 2013   | コマンドール                     | フレディ・ウェン                 |
| 2013   | オフィシエ                       | ジャンネ・リトスケス             |
| 2013   | シュヴァリエ                     | アレン・ドジソン・タン           |
| 2013   | シュヴァリエ                     | トニー・ランガー                 |
| 2013   | シュヴァリエ                     | ロバート・ライス                 |
| 2013   | シュヴァリエ                     | ジェラルド・リーネン             |
| 2013   | シュヴァリエ                     | ミーガン・マッコイ               |
| 2013   | シュヴァリエ                     | レオン・レン・オースティン       |
| 2013   | オフィシエ                       | ヤン・エリック・スツア           |
| 2013   | オフィシエ                       | マイク・ジェームズ               |
| 2014   | グラントフィシエ                 | プリート・ブハララ               |
| 2014   | グラントフィシエ                 | シャロン・コーエン・レヴィン     |
| 2014   | グラントフィシエ                 | ウィリアム・トッド               |
| 2014   | コマンドール                     | クリステン・ミーンズ             |
| 2014   | コマンドール                     | アレクサンダー・ウィルソン       |
| 2014   | コマンドール                     | モハニザム・ビンモハマド・ナウィ |
| 2014   | コマンドール                     | サラ・ポール                     |
| 2014   | コマンドール                     | クリスティン・マグドー           |
| 2014   | コマンドール                     | サラ・クリソフ                   |
| 2014   | コマンドール                     | エリック・ブルドノー             |
| 2014   | コマンドール                     | アレン・ドッジソン・タン         |
| 2014   | コマンドール                     | レオン・レン・オースティン       |
| 2014   | コマンドール                     | エマ・アトキンソン               |
| 2014   | コマンドール                     | オオン・ヨン・リン               |
| 2014   | コマンドール                     | スタンレー・ブラウン             |
| 2014   | コマンドール                     | ジュリー・チェン                 |
| 2014   | コマンドール                     | ゴールデンウエスト人道支援財団   |
| 2014   | コマンドール                     | ロジャー・レイ・ヘス             |
| 2014   | コマンドール                     | アンドレア・アセルビス           |
| 2014   | オフィシエ                       | ダニエル・ブレイジャー           |
| 2014   | オフィシエ                       | ブレントン・イースター           |
| 2014   | オフィシエ                       | フォン・チャン                   |
| 2014   | オフィシエ                       | クリスティーナ・ロプレスティ     |
| 2014   | オフィシエ                       | トーマス・ウォトカ               |
| 2014   | オフィシエ                       | ロバート・ライス                 |
| 2014   | オフィシエ                       | マーセル・ドゥロシャー           |
| 2014   | オフィシエ                       | アリスター・モアール             |
| 2014   | オフィシエ                       | アラン・ヴォスバー               |
| 2014   | オフィシエ                       | マイケル・トロシノ               |
| 2014   | オフィシエ                       | ニコラス・ストリート             |
| 2015   | コマンドール                     | ジョナサン・グリーン             |
| 2015   | コマンドール                     | ポール・ジョナサンーフリーア     |
| 2015   | コマンドール                     | バリー・サザーランド             |
| 2015   | コマンドール                     | ローラ・ワトソン                 |
| 2015   | コマンドール                     | ダニエル・フレンドリー           |
| 2015   | コマンドール                     | マイケル・ホジソン               |
| 2015   | オフィシエ                       | アレクサンダー・アキナス         |
| 2015   | オフィシエ                       | ウィリアム・グラウ               |
| 2015   | オフィシエ                       | エリシア・コレア                 |
| 2015   | オフィシエ                       | マイケル・ニシ                   |
| 2016   | コマンドール                     | ダニエル・ハイルマン             |
| 2016   | コマンドール                     | 北原茂実                         |
| 2016   | オフィシエ                       | 福田俊彰                         |
| 2016   | オフィシエ                       | 林祥史                           |